# Jean Ferrat
Jean Ferrat, pseudonimo di Jean Tenenbaum, (Vaucresson, 26 dicembre 1930 – Aubenas, 13 marzo 2010), è stato un cantautore, paroliere e musicista francese.

## Biografia
Ferrat nacque a Vaucresson, Hauts-de-Seine. Ultimo di quattro figli, proveniva da una famiglia modesta che ben presto, nel 1935, si trasferì a Versailles. Ferrat studiò al collège Jules Ferry (l'attuale Lycée Jules Ferry). Suo padre, un ebreo russo, morì ad Auschwitz, dove fu deportato nel 1942. Ferrat abbandonò la scuola per aiutare la famiglia a vivere. Il suo esordio nei cabaret parigini risale ai primi anni cinquanta. Di là in avanti non si è legato all'adozione di alcun particolare stile musicale, ma è rimasto fedele a se stesso, ai suoi amici e al suo pubblico.

Nel 1956 mise in musica Les yeux d'Elsa (Gli occhi di Elsa), una poesia di Louis Aragon che Ferrat amava. L'interpretazione che ne diede il famoso artista André Claveau, guadagnò a Ferrat una certa iniziale notorietà come autore di canzoni. Incise il suo primo singolo 45 giri, senza successo, nel 1958. Fu non prima del 1959 che la sua carriera iniziò a fiorire, con l'agente Gérard Meys, che divenne anche suo stretto amico e socio. Fu messo sotto contratto dalla Decca e nel 1960 uscì il suo secondo singolo, Ma Môme, sotto la direzione musicale di Meys.

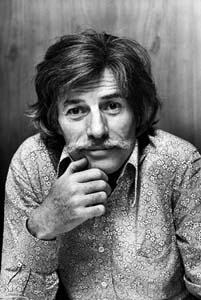
1980

Jean Ferrat è laureato al Conservatoire national des Arts et Métiers.

## Discografia
- 1961: Deux enfants au soleil (Ma Môme, Federico García Lorca, etc.)
- 1963: Nuit et brouillard (C'est beau la vie, Nous dormirons ensemble, etc.)
- 1964: La Montagne (Que serais-je sans toi, Hourrah !, etc.)
- 1965: Potemkine (C'est toujours la première fois, On ne voit pas le temps passer, etc.)
- 1966: Maria (Heureux celui qui meurt d'aimer, Un enfant quitte Paris, etc.)
- 1967: À Santiago (Cuba si, Les Guérilleros, etc.)
- 1969: Ma France (Au printemps de quoi rêvais-tu ?, L'Idole à papa, etc.)
- 1970: Camarade (Sacré Félicien, Les Lilas, etc.)
- 1971: La Commune (Les touristes partis, Aimer à perdre la raison, etc.)
- 1971: Ferrat chante Aragon (Le Malheur d'aimer, Robert le Diable, etc.) vendette più di 2 000 000 di copie
- 1972: À moi l'Afrique (Une femme honnête, Les Saisons, etc.)
- 1975: La femme est l'avenir de l'homme (Dans le silence de la ville, Un air de liberté, etc.) vendette 500 000 copie
- 1979: Les Instants volés (Le Tiers chant, Le chef de gare est amoureux, etc.)
- 1980: Ferrat 80 (Le Bilan, L'amour est cerise, etc.) certificato disco di platino
- 1985: Je ne suis qu'un cri (La Porte à droite, Le Chataîgnier, etc.)
- 1991: Dans la jungle ou dans le zoo (Les Tournesols, Nul ne guérit de son enfance, etc.)
- 1995: Ferrat chante Aragon Vol. 2 (Complainte de Pablo Neruda, Les feux de Paris, Lorsque s'en vient le soir, etc.)
- 2002: Ferrat en scène